# Kapila (sabio ateo)

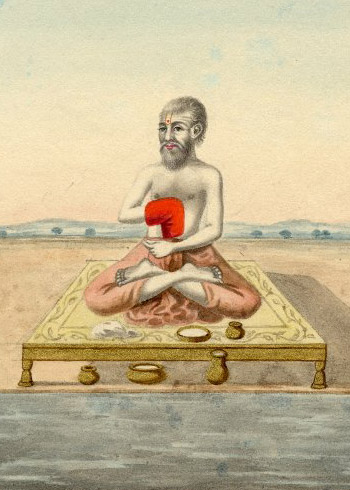
Kapila

Majarshi Kapila o Kapila Muni (fl. siglo VI o V a. C.) fue un escritor y pensador indio que trató de explicar el mundo mediante el sistema ateo sankhia (‘enumeración’), una lista muy minuciosa de todas las categorías del universo.
Kapila, el fundador del Samkhya, ha sido un sabio muy venerado en varias escuelas de filosofía hindú. Gaudapada (~500 CE), un erudito del Advaita Vedanta, en su Bhasya llamó a Kapila como uno de los siete grandes sabios junto con Sanaka, Sananda, Sanatana, Asuri, Vodhu y Pancasikha. Patanjali, el erudito del Yoga, en su Yogasutra-bhasya escribió que Kapila era el "sabio primigenio, o conocedor". Las fuentes budistas mencionan que la ciudad de Kapilavastu está construida en honor de Kapila. Es en Kapilavastu donde nace Buddha; y, es aquí donde pasó los primeros veintinueve años de su vida.

## Biografía
El nombre de Kapila aparece en muchos textos, y es probable que estos nombres se refieran a diferentes personas. La referencia más famosa es al sabio Kapila con su estudiante Āsuri, quienes en la tradición india, son considerados como los primeros maestros de la escuela Samkhya de filosofía hindú. Aunque es anterior a Buda, no está claro en qué siglo vivió, algunos sugieren que en el siglo VI a. C. Otros lo sitúan en el siglo VII a. C. Esto lo sitúa a finales del periodo védico (1500 a. C. a 500 a. C.), y se le ha llamado sabio védico.
A Kapila se le atribuye la autoría de un sutra influyente, llamado Samkhya-sutra (también llamado Kapila-sutra), que presenta aforísticamente la filosofía dualista de Samkhya. Estos sutras se explicaron en otro texto bien estudiado del hinduismo llamado  Samkhyakarika. Más allá de su filosofía Samkhya, aparece en muchos diálogos de textos hindúes, como explicando y defendiendo el principio de ahimsa (no violencia) en el Mahabharata.

## Hinduismo
Kapila es el décimo hijo del sabio Kardama y Devahūti. Kardama recibe de Narayana la bendición de nacer como su hijo. Después de conseguirlo, Kardama deseó marcharse al bosque para hacer penitencia e investigar y estudiar la religión védica. Kardama tuvo nueve hijas que eran muy cultas y se casaron con grandes sabios mencionados en la historia antigua de la India. Kala se casó con Marichi, Anusuya se casó con Atri, Arundhati se casó con Vashishtha, Havirbhu se casó con Pulastya, y Shanti se casó con Atharvan.

### Textos Védicos
El Rigveda X.27 . 16 menciona a Kapila (daśānām ekam kapilam) que el comentarista védico del siglo XIV Sayana pensó que se refiere a un sabio; una opinión que Chakravarti en 1951 y Larson en 1987 consideran poco fiable, con Chakravarti sugiriendo que la palabra se refiere a uno de los Maruts, mientras que Larson y Bhattacharya sostienen que kapilam en ese verso significa "tawny" o "marrón rojizo"; as is also translated by Griffith.
La serie Śata-piṭaka sobre los Śākhās del Yajurveda -que se estima fue compuesta entre 1200 y 1000 a. C. - mención de un Kapila Śākhā situado en el Āryāvarta, lo que implica que una escuela Yajurveda lleva el nombre de Kapila. El término Kapileya, que significa "clanes de Kapila", aparece en el Aitareya Brahmana VII.17 pero no proporciona ninguna información sobre el Kapila original. Cita de la obra de Chakravarti: Estos Kapileyas son los clanes de Kapila, pero quién era el Kapila original, no podemos saberlo; pues el texto no nos suministra más datos. En su artículo sobre los Śākhās del Yajurveda, el Dr. Raghuvira nos informa de un Kapila Śākhā que estaba situado en el Āryāvarta. Pero no sabemos nada más en cuanto al Kapila con el que estaba asociada dicha rama. Más adelante, en los khilas del Rgveda, se menciona a un Kapila junto con algunos otros sabios. Pero el relato de todos estos Kapilas es muy exiguo y por lo tanto no puede ser muy estimado al discutir la actitud de Sāṃkhya Kapila hacia los Vedas. Aunque el Sāṃkhya critica vehementemente los sacrificios védicos, pero con ello no deja totalmente de lado la validez de los Vedas. En ese caso, es seguro que cae en la categoría de la filosofía nāstika y no podría ejercer tanta influencia sobre las mentes ortodoxas; porque es bien sabido que la mayoría de las ramas de la literatura ortodoxa están más o menos repletas de elogios al Samkhya". Los pariśiṣṭa (apéndices) del Atharvaveda (en XI.III.3.4) menciona a Kapila, Āsuri y Pañcaśikha en relación con un ritual de libación por el que se debe ofrecer tarpana. En el verso 5. 2 del Shvetashvatara Upanishad, afirma Larson, aparecen tanto los términos Samkhya como Kapila, con Kapila significando color así como un "vidente" (Rishi) con la frase "ṛṣiṃ prasūtaṃ kapilam ... tam agre..."; que cuando se compara con otros versos del Shvetashvatara Upanishad. Kapila probablemente interpreta a Rudra y Hiranyagarbha. Sin embargo, Max Muller es de la opinión de que Hiranyagarbha, a saber Kapila en este contexto, varía con el tenor de la Upanishad, es distinto y más tarde se utiliza para vincular Kapila y asignar la autoría del sistema Sankya a Hiranyagarbha en reverencia por el sistema filosófico.

## Nombre sánscrito
- kapila, en el sistema AITS (alfabeto internacional para la transliteración del sánscrito).[22]
- कपिल, en escritura devanagari del sánscrito.[22]
- Pronunciación:
  - /kapilá/ en sánscrito antiguo[22]
  - /kapíla/ en varios idiomas modernos de la India (como el hindí, el maratí o el palí)
  - /kopíl/ en bengalí

### Etimología
Probablemente el término sánscrito kapilá está conectado con kapi: ‘mono’;
- kapila: ‘color de mono’ (castaño, marrón, marrón rojizo)’; según el Rig-veda (10.27.16) ―el texto más antiguo de la India, de mediados del II milenio a. C.―, el Shatapatha-bráhmana y el Ramaiana;[22]
- kapila: pelirrojo; según las Leyes de Manu (3.8).[22]
- kapila: color café rojizo; según el Susruta;[22]
- Kapila: nombre de un dánava; según el Jari-vamsha (197) y el Bhágavata-purana
- Kapila: nombre de un naga; según el Majabhárata (3.8010) y el Jari-vamsha
- kapilas: nombre de una etnia; según el Brijat-samjitá de Varaja Mijira
- Kapila: nombre de un varsha (país) en Kusha Dwipa (uno de los continentes concéntricos que rodea al planeta Tierra); según el Visnu-purana (2.4.37);
- kapila: nombre de una forma de fuego; según el Majabhárata (3.14197);
- Kapila: nombre del Sol; según el Majabhárata (3.154).
- kapilas: nombre de los brahmanes en la Shalmala Dwipa (uno de los continentes concéntricos que rodea al planeta Tierra); según el Visnu-purana (2.4.31);
- Kapila: nombre de una vaca fabulosa celebrada en los textos Puranas;
- Kapila: nombre de varias montañas;[22]
- Kapila: nombre de una hija del mitológico patriarca Daksa; según el Majabhárata.
- Kapila: nombre de una mujer de la raza kiṃnara; según el Karanda-viuja;[22]
- Kapila: nombre de un río; según el Majabhárata (3.14233) y el Visnu-purana;[22]
- Kapila: nombre de la hembra de los elefantes pundarika; según lexicógrafos como Amara Simja, Jalaiudha o Jema Chandra[22]
- kapila: nombre de un tipo de ratón;[22]
- kapila: nombre de un tipo de mono; según el Katha-sarit-ságara.[22]
- kapila: un perro de color café; según lexicógrafos como Amara Simja, Jalaiudha o Jema Chandra[22]
- kapila: nombre de un tipo de garrapata; según el Susruta (1.40.20);[22]
- kapila: nombre de un tipo de hormiga; según el Susruta (2.296.12);[22]
- kapila: nombre de un tipo de incienso de color café; según lexicógrafos como Amara Simja, Jalaiudha o Jema Chandra[22]
- kapila: la planta Dalbergia Sissoo; según lexicógrafos como Amara Simja, Jalaiudha o Jema Chandra[22]
- kapila: la planta Aloe Perfoliata; según lexicógrafos como Amara Simja, Jalaiudha o Jema Chandra[22]
- kapila: nombre de un tipo de perfume; según lexicógrafos como Amara Simja, Jalaiudha o Jema Chandra[22]
- kapila: nombre de un tipo de sustancia medicinal; según lexicógrafos como Amara Simja, Jalaiudha o Jema Chandra[22]
- kapila: un tipo de latón; según lexicógrafos como Amara Simja, Jalaiudha o Jema Chandra[22]

## Majarshi Kapila
Prácticamente no existe ningún dato histórico respecto a la vida del Majarishi (‘gran sabio’) Kapila.
Se cree que si existió, debe haber vivido en el norte del subcontinente índico, quizá hacia el 500 a. C.
Los visnuistas (adoradores del dios Visnú) lo apodaron Asuri Kapila (asura significa ‘demonio’). Toda su obra fue destruida, solo se la conoce por las críticas que le dedicaron los visnuistas en sus textos.
El texto Samkhia-sutra afirma haber sido escrito por el sabio Kapila. Durante siglos se promocionó como el único texto sobreviviente de ese autor, hasta que en el siglo XX se descubrió su datación correcta: había sido compuesto en el siglo XIV o XV, dos milenios después de la vida del autor.
Ya en el Majabhárata ―texto epicorreligioso del siglo III a. C.― se lo menciona como un avatar del dios Visnú, y se limpió de su doctrina todo atisbo de ateísmo.
En el Bhagavad-gītā ―un capítulo de uno de los libros del Majabhárata―, el dios Krisna afirma:

Entre todos los árboles yo soy el árbol baniano, entre los sabios dioses soy Nárada, entre los gandharvas soy Chitraratha, y entre todos los seres con poderes paranormales, yo soy Kapila Muni.
Krisna, en el Bhagavad-guita 10.26

En los Himalayas existe un lugar de pergrinación llamado Kapila Tirtha, donde tradicionalmente se afirma que allí meditaba el avatar Kapila.